# Hans-Udo von Grone
Hans-Udo Hermann Georg von Grone (* 29. Dezember 1886 in Kirchbrak; † 30. Juli 1968 in Wienhausen) war ein deutscher Landwirt und Politiker (DNVP, NSDAP).

## Leben

Wappen derer von Grone

Grone studierte in München, Kiel und Göttingen. Nach Studienabschluss trat er 1912 in den preußischen Verwaltungsdienst ein. Als Teilnehmer am Ersten Weltkrieg verlor er 1916 vor Verdun den rechten Arm. 1917 wurde er Regierungsassessor in Merseburg. Ab 1919 arbeitete er bei der Reichsgetreidestelle in Berlin. Nach seinem Ausscheiden aus dem Staatsdienst 1922 war er als Landwirt in Kirchbrak tätig, wo er ein Rittergut bewirtschaftete.
Vom 24. Dezember 1924 bis zum 21. Januar 1926 amtierte er als Staatsminister der Finanzen in der vom Vorsitzenden Gerhard Marquordt geführten Regierung des Freistaates Braunschweig. Gleichzeitig war er von 1925 bis 1926 stellvertretender Bevollmächtigter Braunschweigs zum Reichsrat. Von März 1926, als er für den ausgeschiedenen Abgeordneten Karl Willeke nachrückte, bis 1933 war er für die DNVP Mitglied des Braunschweigischen Landtages, von 1926 bis 1927 als Mitglied der Fraktion Parlamentarische Arbeitsgemeinschaft der nationalen Parteien und des Wirtschaftsverbandes (Parlamentarische AG). Bei der Wahl 1930 wurde er über die Bürgerliche Einheitsliste in den Landtag gewählt. Zum 1. Mai 1933 trat er der NSDAP bei (Mitgliedsnummer 2.371.635).

## Schriften (Auswahl)
- mit Ernst August Roloff: Wirtschaftsnot und sozialdemokratische Finanzwirtschaft: kann das Land Braunschweig seine Selbständigkeit aufrecht erhalten? Deutschnationale Volkspartei, Braunschweig 1929, OCLC 833731210.